# Anicca
Midlertidighed, kaldet anicca (Pāli) eller anitya (sanskrit) omtales ofte i Tripitaka som en af de essentielle lærdomme i buddhismen.   Læren hævder, at al betinget eksistens uden undtagelse er "forbigående, midlertidig". Alle tidsmæssige ting, hvad enten de er materielle eller mentale, er sammensatte genstande i en kontinuerlig ændring af tilstande, underlagt forringelse og ødelæggelse.   Alle fysiske og mentale begivenheder er ikke metafysisk virkelige, de er ikke konstante eller permanente, de bliver til og opløses. 
Anicca er det første af de tre eksistensmærker (trilakshana). De to andre er dukkha (lidelse, smerte, utilfredshed) og anatta (ikke-selv, ikke-sjæl, ingen essens).   
De vises i sutta'erne som "sabbe sankhara anicca, sabbe sankhara dukkha, sabbe dhamma anatta", som Szczurek oversætter som, "alle betingede ting er midlertidige, alle betingede ting er smertefulde, alle dhamma'er er uden selv". 
Alle fysiske og mentale begivenheder, siger buddhismen, opstår og opløses.  Menneskelivet legemliggør denne flux i aldringsprocessen, cyklussen for gentagen fødsel og død (samsara), intet varer ved, og alt forfalder. Dette gælder for alle væsner og deres omgivelser, inklusive væsner, der genfødt som deva (gud) og i naraka (helvede).  
Anicca er tæt forbundet med læren om anatta, hvorefter tingene ikke har nogen essens, et permanent selv eller en uforanderlig sjæl.   Buddha sagde, at fordi intet fysisk eller mentalt objekt er permanent, forårsager begær efter eller tilknytning dertil utilfredsstillelse (dukkha). At forstå anicca og anatta er trin i buddhistens åndelige fremgang mod oplysning.   
Alt, hvad enten det er fysisk eller mentalt, er en formation (saṅkhāra), har en betinget samopståen og er midltertidigt. Det opstår, ændres og forsvinder.   I henhold til buddhismen ændrer alting i menneskets liv sig, og alle objekter såvel som alle væsner, hvad enten det er i en himmelsk eller helvedes eller jordisk verden i buddhistisk kosmologi, er altid midlertidige, gennemgår genfødsel og gendød (samsara).   Denne midlertidighed er en kilde til dukkha. Dette står i modsætning til nirvana, den virkelighed, der er nicca, der ikke kender ændring, forfald eller død. 